# Вулиця Якова Остряниці (Бровари)
Ву́лиця Я́кова Остряни́ці — вулиця у місті Бровари Київської області.

## Опис
Вулиця має протяжність 167 метрів. Забудова — приватна садибна, усього близько 10-12-ти садиб.

## Розміщення
Вулиця розміщена у місцевості Пекарня, неподалік від зупинки броварського маршрутного таксі «Пекарня». Починається від вулиці Київської, закінчується вулицею Івана Франка. Вулицю Василя Кириченка не перетинає та до неї не примикає жодна вулиця, окрім як на початку та у кінці.

## Історія
До 25 грудня 2015 року вулиця мала назву вулиця Дем'яна Бєдного.